# 东南菱悦
東南V3菱悦是东南汽车的一款轎車车型。此车主体架构源自同厂生产的三菱蓝瑟。

## 历史
東南汽車自1995年成立以來，一直為三菱的中國代工工廠。因此很多貼上東南汽車自家商標的車型，都是三菱原型車的改版。菱悦則是以第六代Lancer為基礎設計之車型。
菱悦的產生，與三菱品牌汽車在中国大陸市場之不振有關。由於其前代產品菱帥因款式過時而停產，而後繼者L藍瑟由於車型設計及價格定位的問題銷售不暢，東南汽車在2000年代中期乃跌入谷底。與此同時，其他國外品牌在中国大陸合資生產之車型，銷量節節上升，如上海大眾、一汽奧迪、東風雪鐵龍等；同時中国大陸的本土車廠數目也與日俱增，作為三菱代工廠的東南汽車影響力大減。東南汽車於是只得把其生產的藍瑟，通過更換較低配置的部件，以及降低價格，而派生出一款自有品牌車型，以對抗其日益壯大的競爭者。

## 动力系统
菱悦使用国产化的三菱东安4g15m发动机（低配置），和沈飞利用三菱技术生产的4A91铝发动机（高配置）。排量为1.5升。
手动变速箱方面，爱信、东安、格拉特的变速箱都有使用过。尤其是在2010年2月前出厂的4A91发动机搭配的格拉特手动变速箱，由于配件和发动机的不匹配，在某些档位会产生不正常的响声。后来东南汽车曾将此类汽车召回，更换较重的配件和隔音设备以降低响声。
使用4A91发动机及CVT变速箱版本的V3菱悦，于2010年4月上市。
驱动方式为前置前驱，前悬挂麦弗逊式独立悬架，后悬挂五连杆独立悬架。

## 外观及内饰
V3菱悦车体结构为4门5座三厢。

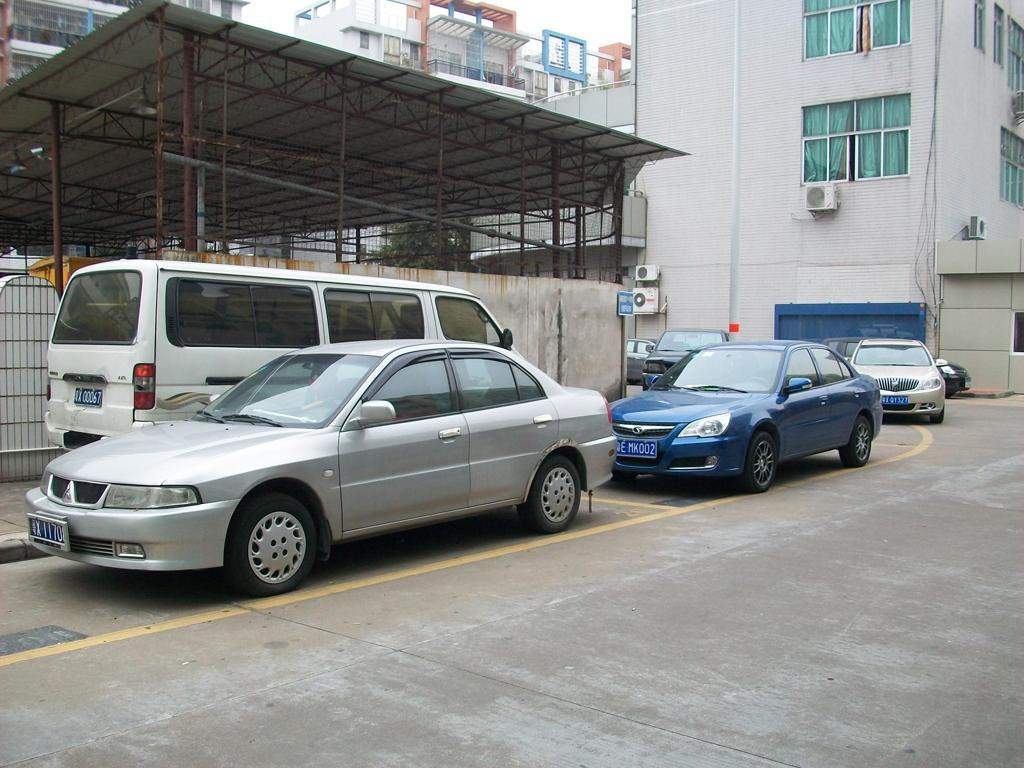
菱帅（左）与菱悦（右）对比

配件及内饰方面，尽管大部分配件与蓝瑟通用，但不论是材料质量还是装配技术都与蓝瑟有极大差异。
2010年款的外观略有修改，前面仿照同厂生产的蓝瑟翼神的“鲨鱼嘴”修改了通风口。此后在外观上又有多个改版。

## 文化
菱悦V3因是蓝瑟的改版，很多用户将其当作三菱车进行修改，包括改换三菱标志等。以至于中国大陆路上出现大量非三菱品牌的“三菱”汽车，并间接带动改装商及相应部件厂家的销售。

## 內部連結
- 三菱蓝瑟